# Daretis Phrigii de excidio Trojae Historia
De excidio Troiae (titolo completo Daretis Phrigii de excidio Trojae Historia), noto anche col titolo latino Excidium Troiae e in italiano tradotto come L'eccidio di Troia o La distruzione di Troia è un romanzo di età imperiale scritto da un certo Darete Frigio. L'autore, come quello del Diario della guerra di Troia, ovvero Ditti Cretese, è apocrifo e si situa nel solco della tradizione mitografica rappresentata, in tarda età ellenistica, da Dionisio Scitobrachione.

## Descrizione dell'opera
La prefazione consta di una presunta lettera di Cornelio Nepote a Sallustio, scritta dall'anonimo autore per dare maggiore patina di autorità alla sua invenzione romanzesco-mitografica. In essa si racconta di aver trovato la storia della guerra di Troia di Darete e di averla tradotta dal greco in maniera fedele. L'autore afferma che tale racconto é certamente più fededegno di quello omerico, perché scritto da un testimone oculare e perché non mette di mezzo gli dei.
L'opera, come quella di Ditti Cretese, si presenta, di fatto, come una riscrittura, in senso spesso antifrastico, del mito omerico, con varie incongruenze rispetto all'Iliade di Omero. Molti sono le varianti, in effetti, specialmente dell'ultimo anno della guerra, che non coincidono con l'opera originale, come ad esempio i duelli tra Aiace e Paride, anziché Filottete. Altra variante notevolissima, di stampo razionalizzante, è l'assenza del famoso cavallo di Troia, sostituito da un inganno di Enea, che consegnò le chiavi di Porta Cavallo ad alcuni greci per far entrare nella città l'intero esercito nemico.
Nel Medioevo il testo fu di fatto fonte unica per il mito troiano, dando un'idea, quantomeno, degli eventi trattati nell'Iliade, di cui si aveva conoscenza quasi nulla, in Occidente, per il mancato studio del greco. L'opera originale di Omero cominciò ad essere nota, infatti, solo nella seconda metà del Quattrocento, quando gli Umanisti, avendo studiato il greco, effettuarono numerose copie dell'originale, tradotto sia in latino che nel volgare italiano.

## Trama
Il re di Iolco, Pelia, timoroso del nipote Giasone, lo sfida a recarsi in Colchide per riprendere il vello d'oro, talismano della famiglia di Eoloː il giovane, costruita una nave, vi si imbarca con numerosi altri principi. Giunti nei pressi di Troia, incontrano re Laomedonte, che li minaccia di ucciderli se non si allontanerannoː per quest'affronto, Ercole, ritornato in Frigia dopo l'impresa del vello, distrugge Troia e, presa prigioniera la figlia di Laomedonte, Esione, la concede in sposa all'alleato Telamone.
Il fratello della principessa, Priamo, torna nella patria e ricostruisce Troia, poi invia Antenore in Grecia per richiedere formalmente Esioneː tuttavia la spedizione fallisce e Antenore consiglia a Priamo di intraprendere la guerra contro i principi achei. L'unico troiano che vuole la guerra è Alessandro, figlio del re, che desidera la più bella delle donne greche, promessagli in sogno da Venere, mentre a nulla servono i richiami profetici di Eleno, altro principe troiano e indovino.
A quel punto, pronti gli armati, Alessandro si reca in Grecia e, incontrato Menelao di Sparta a Citera, si innamora, ricambiato, della moglie di lui, la regina Elena, con cui fugge a Troiaː a nulla vale l'ambasceria che chiede la restituzione della donna, guidata da Menelao stesso e suo fratello Agamennone. Infatti, nonostante Priamo chieda di restituire Esione in cambio, si giunge ad un nulla di fatto.
Dopo aver armato la spedizione, Agamennone è costretto, per poter partire, a sacrificare la figlia Ifigeniaː giunti sulle coste troiane, dopo un ultimo tentativo di conciliazione, gli achei iniziano le razzie, guidate da Achille e Telefo, al quale viene concessa la sovranità sulla Misia appena conquistata, mentre Palamede guida lo sbarco sulla costa antistante Troia, dove viene ucciso Protesilao e, il giorno seguente, Patroclo, ad opera di Ettore che, in duello con Aiace Telamonio, lo riconosce come cugino. Nel campo acheo, intanto, durante la tregua per i funerali di Patroclo, Palamede guida il partito avverso agli Atridi. Passano, intanto, due anni di stasi.
Dopo ottanta giorni di battaglie ininterrotte, Agamennone stipula una tregua di tre anni, al termine della quale i combattimenti riprendono più cruenti di prima, con varie interruzioni, la principale delle quali è data dai funerali di Ettore, ucciso da Achille dopo averlo, comunque, ferito in duello.
Un'ulteriore rivolta porta Palamede ad essere eletto comandante in capo della spedizione; nel frattempo, Achille, vista Polissena con i genitori Priamo ed Ecuba al sepolcro di Ettore, se ne innamora e ne chiede la mano ai sovrani di Troiaː tuttavia, la condizione posta alle nozze è il ritiro degli Achei e Achille si ritira dalla guerra non avendolo ottenuto. Un anno intero viene perso per queste lunghe trattative.
Ucciso Achille in un agguato ordito da Ecuba ed Alessandro durante le nozze con Polissena, i combattimenti, comunque, riprendono sotto l'egida del giovane Neottolemo, figlio di Achille, anche se vengono uccisi Aiace e Alessandroː nonostante i rinforzi guidati da Pentesilea, gli Achei continuano ad incalzare i Troiani e Neottolemo uccide la stessa Amazzone, costringendo i troiani a chiudersi nelle mura. A corte, intanto, Enea e Antenore chiedono che si stipuli la resa con i greci, ma restano inascoltati. A quel punto, i due si accordano segretamente con Agamennone per la presa di Troia.
A quel punto, accettato l'accordo, Enea di notte apre la Porta Cavallo ai greci, che irrompono in città, saccheggiandola e bruciandola dalle fondamenta, senza risparmiare nessuno della famiglia reale, tranne Ecuba, Eleno e Cassandra, ai quali, secondo gli accordi, viene concessa la libertà. Tuttavia, poiché le tempeste impediscono il rientro, Calcante, indovino degli Achei, dichiara che è necessario immolare Polissena sulla tomba di Achille per espiarne l'uccisione a tradimentoː così avviene, per mano di Neottolemo, mentre Enea, che ha tentato di nascondere la ragazza, viene costretto ad abbandonare il territorio troiano.
Nell'ultimo capitolo l'opera si conclude con il resoconto degli anni spesi in battaglia, dei caduti e dei contingenti di sopravvissuti troiani guidati da Enea, Antenore ed Eleno.